# Almroth Wright
Almroth Edward Wright (1861-1947) fue un bacteriólogo e inmunólogo británico. Se le conoce en especial por sus avances en el campo de la vacunación mediante el uso de vacunas autógenas (preparadas a partir de bacterias albergadas por el paciente) y también por la vacuna de la fiebre tifoidea a través del bacilo del tifus muerto por calor.

## Biografía
En el siglo XIX, Wright trabajó con las fuerzas armadas británicas para el desarrollo de vacunas y la promoción de la inmunización. En 1902 inauguró un departamento de investigación en la facultad de Medicina del St Mary's Hospital de Londres.
Desarrolló un sistema de inoculación antitifoidea y un método para medir sustancias protectoras (opsoninas) en la sangre humana. Invocando el ejemplo de la segunda guerra de los bóeres durante la cual murieron muchos soldados de enfermedades fácilmente prevenibles, Wright convenció a las fuerzas armadas de que se deberían producir 10 millones de vacunas para las tropas destacadas en el norte de Francia en la Primera Guerra Mundial. Entre los muchos bacteriólogos que siguieron los pasos de Wright en St. Mary estuvo Alexander Fleming, que a su vez descubriría la lisozima y la penicilina.
Wright adivirtió desde pronto que los antibióticos podrían crear bacterias resistentes que en las que en ocasiones se puede comprobar que incrementan su peligrosidad. Su pensamiento hacía hincapié en el concepto de lo que hoy llamaríamos medidas y medicina preventiva. Estas ideas han sido reivindicadas recientemente en el 50.º aniversario de su muerte por los investigadores actuales en publicaciones como Scientific American.
También propuso incluir la lógica como parte de la formación médica, pero su idea no se adoptó nunca. También observó que tanto Louis Pasteur como Fleming, a pesar de ser ambos excelentes investigadores, jamás encontraron curas para la enfermedad que era su objetivo, sino que lo hicieron para enfermedades sin relación.
El personaje "Sir Colenso Ridgeon" de la obra "El Dilema del doctor" de George Bernard Shaw, escrita en 1906, es un trasunto de Almroth Wright.

## Sufragio femenino
Wright se opuso firmemente al sufragio femenino. Argumentó que los cerebros de las mujeres eran innatamente diferentes de los hombres y que no estaban constituidos para tratar asuntos sociales y públicos. Sus argumentos fueron ampliamente expuestos en su libro El caso íntegro contra el sufragio femenino (1913). En el libro, Wright también se opone enérgicamente al desarrollo profesional de las mujeres.

## Obra
- El caso íntegro contra el sufragio femenino ((1913)
- Patología y tratamiento de las heridas de guerra(1942)
- Investigaciones sobre Fisiología clínica (1943)
- Estudios sobre la Inmunización (2 vol., 1943–44)